# Radiové dívky

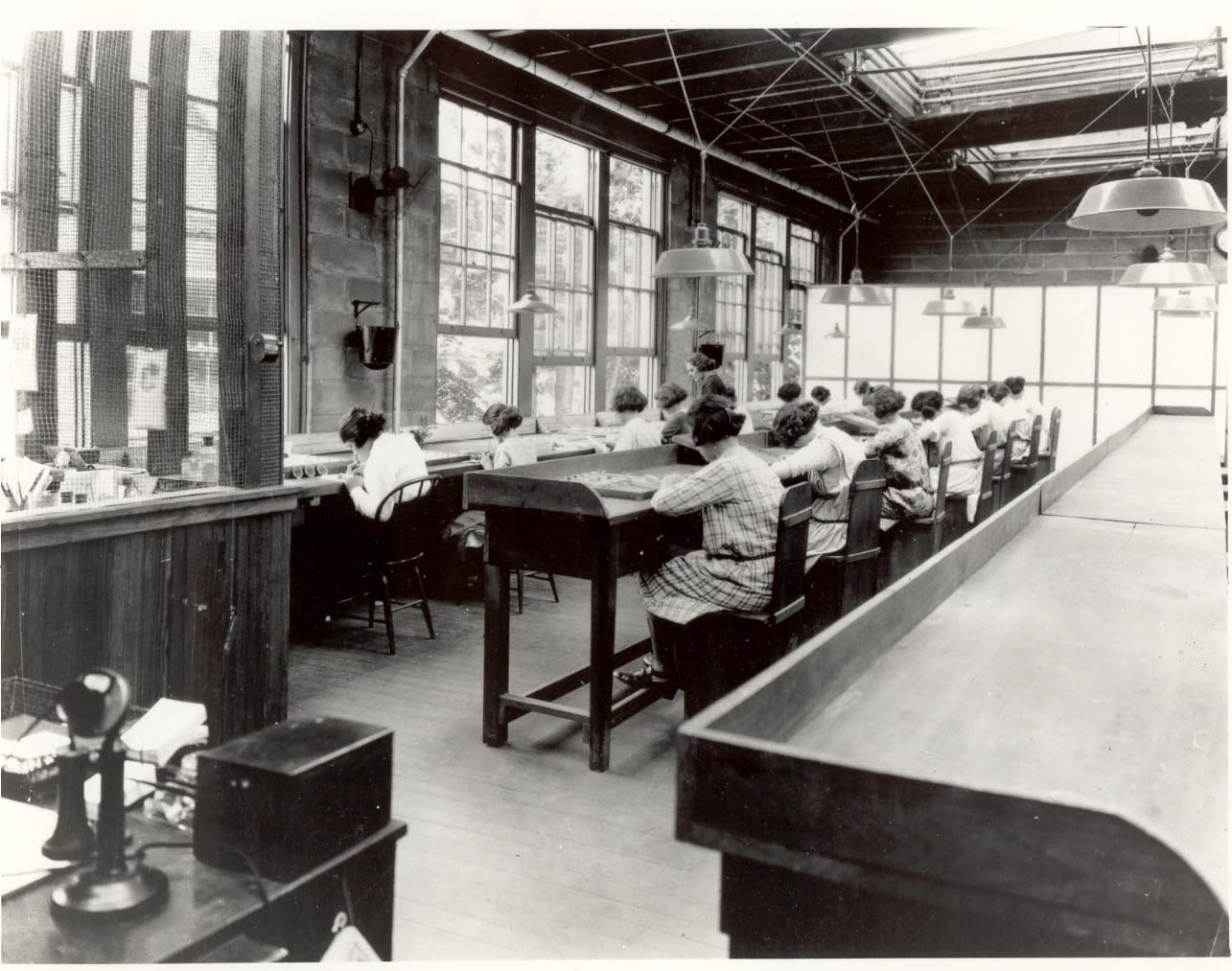
Radium girls při natírání hodinek radioaktivním, ve tmě svítícím radiem

Radiové dívky (anglicky Radium Girls) byl název zdravotní aféry z let 1917 až 1926 ve Spojených státech amerických. Radiové dívky byly dělnice, které na základě zakázky pro americkou armádu ve třech továrnách firmy URSC natíraly ciferníky a ručičky hodin svítícími radioaktivními barvami. 
Stalo se to na třech místechː nejdříve od roku 1917 v továrně v Orange v okrese Essex County ve státě New Jersey, dále ve dvacátých letech v jedné továrně v Ottawě  ve státě Illinois a současně ve Waterbury, ve státě Connecticut. 
Dělnice o nebezpečí radioaktivity nikdo neinformoval a nepoužívaly žádnou radiační ochranu. Naopak byly informovány, že barva je neškodná a nabádány, aby svým štětcům daly jemný hrot pomocí rtů. Tím se zrychlilo pracovní tempo a výkonnost dělnic, protože použití hadru k otření štetce nebo oplachování vodou by jim zabralo více času a spotřebovaly by více materiálu. Barva však byla radioaktivní a jedovatá, vyrobená ze směsi práškového radia, sulfidu zinečnatého (fosforu), arabské gumy a vody. Okouzleny svítícím efektem barvy, začaly si s ní některé dělnice lakovat nehty, zuby či tváře.
Ženám po čase začaly vypadávat zuby a vlasy, objevila se anemie, nekróza a jiná nádorová onemocnění. Než se dělnicím podařilo v roce 1926 dostat případ k soudu, kolem padesáti z nich zemřelo. Ty, které s trvalými následky na zdraví přežily, vysoudily po četných sopudních sporech 10 000 dolarů a 6000 dolarů roční renty.

## United States Radium Corporation

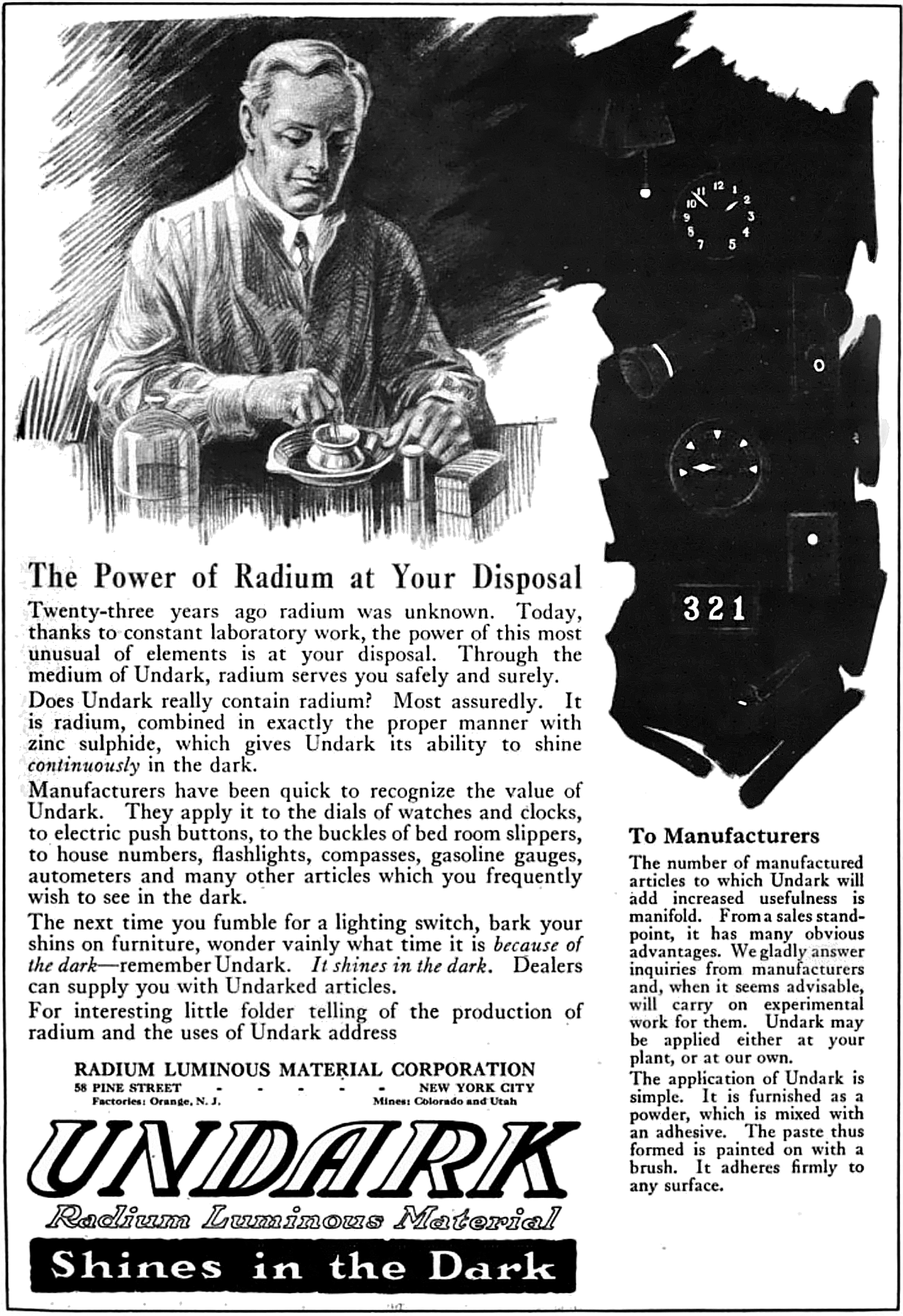
Reklama na svítící hodiny a čísla firmy URSC z roku 1921

Přitom škodlivé účinky rádia byly firmě United States Radium Corporation (USRC) známy. Majitelé a vědci se pečlivě vyhýbali jakémukoli vystavení jeho expozici. Chemici v továrně používali olověná stínítka, kleště a masky. USRC distribuovala příručky pro lékaře, popisující škodlivé účinky radia. Navzdory těmto znalostem došlo do roku 1925 k řadě podobných úmrtí, zemřel i hlavní chemik USRC, Dr. Edwin E. Leman a několika pracovnic. Shodné okolnosti jejich smrti podnítily vyšetřování okresního lékaře z Newarku, Dr. Harrisona Martlanda. 
Příběh Radium girls sehrál důležitou roli v boji dělnic za ženská práva a všech zaměstnanců v USA za ochranu zdraví při práci. Vedl ke stanovení povinných standardů hladiny radiace a od roku 1949 k její povinné kontrole. 

## Odraz v kultuře
- Historička Claudia Clarková napsala zprávu o případu a jeho širších historických důsledcích: Radium Girls: Women and Industrial Health Reform, 1910–1935, 1910-1935 (vydáno v roce 1997).
- Spisovatel D. W. Gregory vyprávěl příběh Grace Fryer ve hře Radium Girls,[2] která měla premiéru v roce 2000 v divadle Playwrights Theatre v Madison, New Jersey.
- Příběh je zmíněný v básni Eleanor Swansonové Radium Girls ze sbírky A Thousand Bonds: Marie Curie and the Discovery of Radium (2003, ISBN 0-9671810-7-0)
- Příběh, vyprávěný z pohledu žen v New Jersey a Illinois, obsahuje kniha Kate Mooreové non-fiction: "Radium Girls" (2016, ISBN 1471153878)
- Americký film Radium Girls byl natočen roku 2017[3]
- Druhý americký film s Joey Kingovou v hlavní roli postižené dělnice byl uveden v roce 2020.